# Локалитет Орловац
Локалитет Орловац је локалитет у режиму заштите I степена, површине 28,65ha, у централном делу НП Фрушка гора.
Налази се у ГЈ 3805 Беочин манастир-Катанске ливаде-Осовље, одељење 52, одсеци „б”, „ц” и „д”, чистина 1. Локалитет представља шумски екосистем који је значајно станиште птица. Унутар овог локалитета налазе се Орлове стене, споменик природе геоморфолошког карактера.